# Physique Pictorial
Physique Pictorial é uma revista estadunidense, uma das principais revistas de musculação de meados do século XX, publicada trimestralmente entre os anos de 1951 e 1990. Foi um dos espaços midiáticos que utilizaram a cultura do fisiculturismo e a pose de figuras artísticas clássicas para divulgar imagens masculinas homoeróticas e fugir de acusações de obscenidade.
As páginas da Physique Pictorial apresentavam principalmente as fotografias em preto e branco de jovens atléticos, nus ou quase nus, de autoria de Bob Mizer, que também atuava como editor da revista. A revista também serviu como espaço de trabalho para artistas homoeróticos, incluindo Touko Laaksonen (Tom da Finlândia), George Quaintance, Dom Orejudos (Etienne), Bill Schmeling (Torro, The Hun), e Mike Miksche (Steve Masters), e foi um predecessor de publicações abertamente gays que surgiram em período posterior.
A Physique Pictorial foi publicada em Los Angeles pela Mizer's Athletic Model Guild, uma agência de modelos substituta que fornecia cobertura para a publicação da revista e também para a venda de fotografias e de tiras de filmes.

## Códigos de censura dos Estados Unidos (décadas de 1950-1960)
A era pós-Segunda Guerra Mundial viu a ascensão da subcultura motociclista como uma forma de rejeitar "a reorganização e normalização da vida após a guerra, com seu estilo de vida conformista e estabelecido". A subcultura motociclista era marginal e oposicionista, e fornecia aos homens gays do pós-guerra uma masculinidade estilizada que incluía rebeldia e perigo. Isso contrastava com os estereótipos então prevalecentes do homem gay como efeminado (maricas), como visto no vaudeville e em filmes que remontam aos primeiros anos da indústria. Laaksonen foi influenciado por imagens de motociclistas, bem como por obras de arte de George Quaintance e Etienne, entre outros, que ele citou como seus precursores, "disseminados para leitores gays por meio de revistas de beefcake homoerótico" a partir de 1950.
Os códigos de censura dos Estados Unidos restringiam a representação de "atos homossexuais evidentes". Muitos trabalhos foram publicados no gênero beefcake que começou na década de 1930 e era composto predominantemente por fotografias de jovens atraentes e musculosos em poses atléticas, geralmente demonstrando exercícios. Seu mercado principal eram os homens gays, mas por causa da cultura social conservadora e homofóbica da época, a pornografia gay era ilegal e as publicações eram normalmente apresentadas como dedicadas à aptidão física e à saúde. Elas eram frequentemente a única conexão que homens enrustidos tinham com sua sexualidade.
No caso de 1962 de MANual Enterprises v. Day, a Suprema Corte dos Estados Unidos decidiu que as fotografias de homens nus não eram inerentemente obscenas. Revistas e filmes de pornografia gay softcore com modelos totalmente nus, alguns deles tumescentes, apareceram rapidamente e a justificativa de serem sobre exercícios e condicionamento físico foi abandonada à medida que os controles sobre a pornografia foram reduzidos. No final da década de 1960, o mercado de revistas beefcake entrou em colapso.

## Background
Bob Mizer começou seu trabalho como fotógrafo físico no início da década de 1940, fotografando jovens em Muscle Beach, Santa Mônica, na Califórnia, Estados Unidos. Em 1947, ele começou a anunciar suas fotografias nas últimas páginas da revista de fisiculturismo Strength &amp; Health, junto com outros fotógrafos físicos gays da época. Bob foi processado por distribuir obscenidades pelo correio e condenado a um ano em uma fazenda-prisão. Posteriormente, o Serviço Postal dos EUA pressionou a Strength & Health a parar de publicar anúncios de fotografias físicas, ameaçando revogar sua licença de correspondência de segunda classe. Com isso, Bob teve a ideia de fundar sua própria revista, dedicada à fotografia física, projetada para um público gay.

## História
A primeira edição da revista de Bob Mizer foi publicada em maio de 1951 sob o título de Physique Photo News. Seis meses depois, a revista foi rebatizada como Physique Pictorial, porque, além da fotografia física, a revista também incluía obras de arte de artistas como George Quaintance. A primeira edição foi um livreto gratuito de oito páginas, mas as edições subsequentes aumentaram de tamanho, com impressões fotográficas adicionais de página inteira. Em 1952, o preço foi aumentado duas vezes: para quinze centavos e depois para vinte e cinco.
Houve uma lacuna na tiragem da revista durante a maior parte do ano de 1968. O que coincidiu com o ano em que Bob Mizer cumpriu pena na prisão sob acusação de administrar uma operação de prostituição.
As publicações sobre saúde física masculina rapidamente perderam popularidade no final da década de 1960, à medida que novos precedentes legais permitiam que as revistas publicassem nudez frontal completa. A partir de 1969, a Physique Pictorial passou a publicar fotografias de nus completos. O acadêmico Christopher Nealon descreveu a revista como tendo se tornado "mais um catálogo de vídeos de luta livre e bondage" na década de 1980.
A revista terminou sua edição original em 1990. Em 2017, foi relançada pela Fundação Bob Mizer apresentando uma mistura de fotografias antigas de Bob Mizer e trabalhos de fotógrafos contemporâneos.

## Conteúdo editorial
Bob Mizer era conhecido por usar a seção editorial da Physique Pictorial para defender causas políticas. Mizer era especialmente estridente em sua oposição à censura governamental e usava a revista para destacar os casos daqueles que haviam sido condenados por acusações relacionadas à obscenidade. Editoriais também foram escritos em apoio à União Americana pelas Liberdades Civis e em oposição à pena de morte.
Ele também usou legendas de fotos para expor tópicos políticos, às vezes compreendendo vários parágrafos.

## Na cultura popular
Edições da Physique Pictorial são mostradas junto a outras revistas de física como exemplos de publicações supostamente destinadas a induzir crianças à homossexualidade em Perversion for Profit, um filme de propaganda anti-gay de 1965.
O docudrama de 1998 Beefcake conta a história de Bob Mizer, da Physique Pictorial e de modelos apresentados na revista.

## Status de direitos autorais
Bob Mizer não incluiu avisos de direitos autorais em edições publicadas entre 1951 e o final da década de 1970, provavelmente porque o conteúdo teria sido considerado obsceno pelo Escritório de Direitos Autorais dos EUA. Por causa disso, as edições publicadas antes de 1978 que não tinham avisos de direitos autorais, conforme exigido pela lei de direitos autorais dos EUA na época, imediatamente entraram em domínio público quando publicadas.